# Pietro Roselli

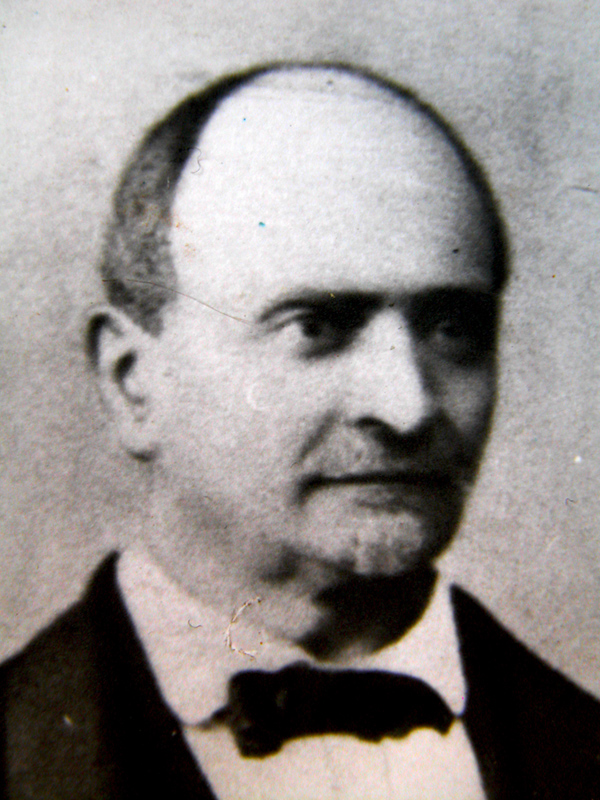
Pietro Roselli (Foto um 1870)

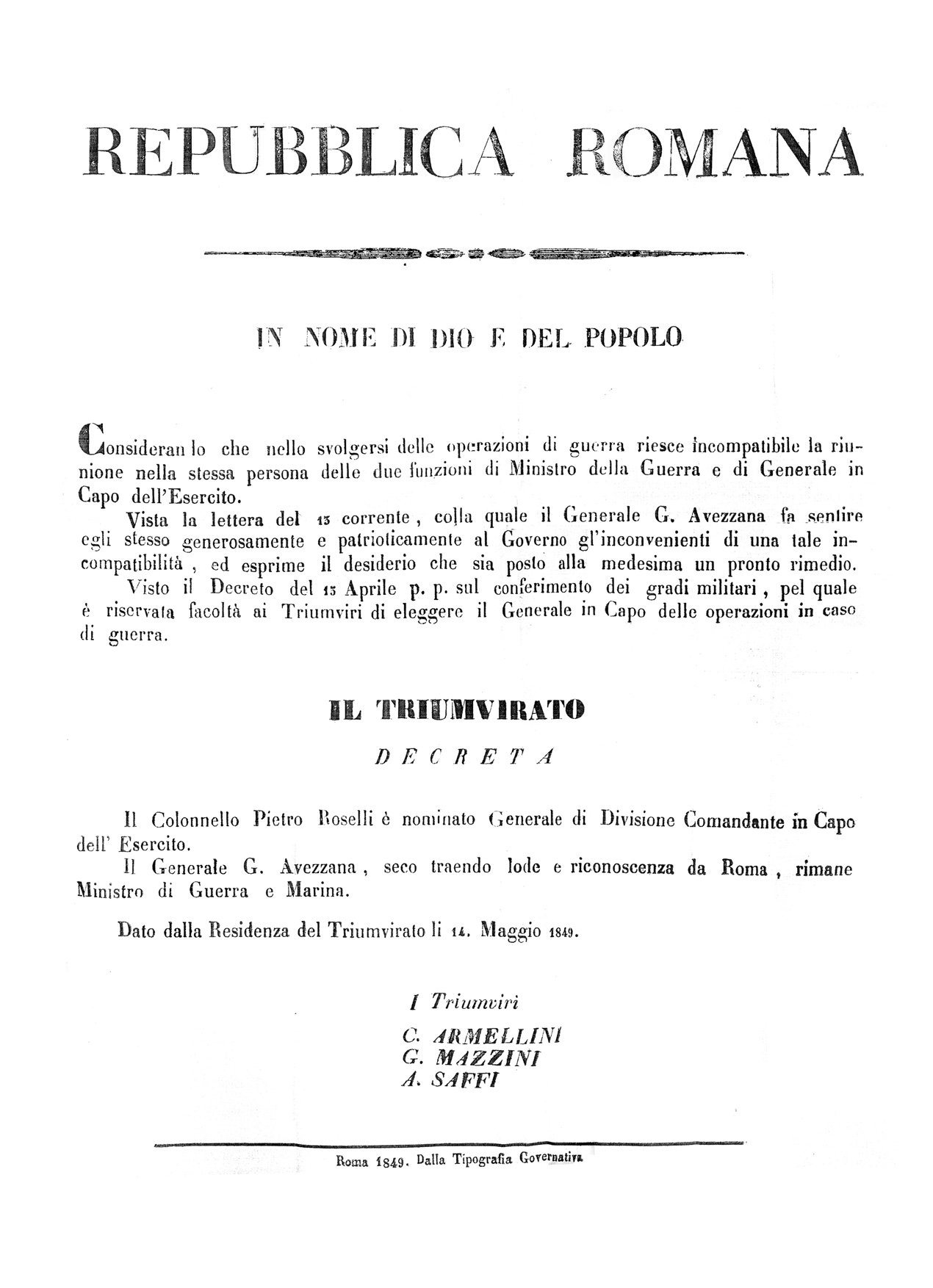
14. Mai 1849: Ernennung
Oberst Pietro Rosellis zum Divisionsgeneral

Pietro Roselli (* 1798 in Rom; † 1885 in Ancona) war ein italienischer Generalleutnant.

## Leben
Leutnant Roselli, Absolvent der Militärakademie, galt in der päpstlichen Armee als talentierter Soldat. Während des Ersten Italienischen Unabhängigkeitskrieges führte Hauptmann Roselli in Venetien ein Bataillon Freiwilliger gegen die Österreicher.
Der Kirchenstaat zu Beginn des Jahres 1849: Am 9. Februar rief Mazzini die Römische Republik aus. Pius IX. bat aus dem Gaetaer Exil die Franzosen mit Erfolg um Waffenhilfe. Die Römische Republik rief angesichts der Bedrohung alle ihre Truppen zurück. Roselli kam im April, wurde einen Monat darauf vom Oberst zum General befördert und General Garibaldis unmittelbarer militärischer Vorgesetzter im Kampf gegen das Expeditionskorps unter General Oudinot. Mazzini und die anderen beiden Triumvirn Armellini und Saffi gaben den Oberbefehl über die 11.500 Mann starken Streitkräfte der Republik lieber dem Römer Roselli, weil ihn die reguläre Truppe kannte und akzeptierte. Die drei Machthaber betrachteten Garibaldi als dahergelaufenen ehemaligen Matrosen, der doch lediglich eine Freischar Oberitaliener – also Fremde – kommandierte.
Die Verteidigung Roms ging bereits Anfang Juli 1849 mit einer vernichtenden Niederlage der Italiener zu Ende. Das war das Ende der kurzlebigen Republik, der Papst herrschte wieder im Kirchenstaat.
Während des Zweiten Italienischen Unabhängigkeitskrieges wurde Roselli Generalleutnant. 1860 nahm er an der Vertreibung der französischen Besatzung aus Ancona teil und befreite bei dieser Gelegenheit seinen Bruder Ercole aus der Zwangsarbeit. Bis zu seiner Pensionierung im Jahr 1865 behauptete sich Pietro Roselli als Kommandant des militärischen Standortes Ancona. Er blieb darauf in Ancona und wurde dort auf seinen Wunsch hin begraben. Aus Dankbarkeit stiftete ihm 1886 die Stadt Rom eine repräsentative Grabstätte auf dem Campo Verano.

## Anmerkung
1. ↑  Die Historikerin Ricarda Huch stellt im ersten Teil ihrer Geschichten von Garibaldi jene genannte Zurücksetzung Garibaldis hinter Roselli als folgenschwere Fehlentscheidung der Triumvirn hin. So hätten Garibaldis Offiziere manchmal mit sich widersprechenden Befehlen beider Generale fertigwerden müssen (Huch, S. 101, 16. Z.v.u.). Und die Logistik habe nicht immer gestimmt. Mitunter hätte Garibaldi ohne Wissen seines Vorgesetzten angreifen müssen (Huch, S. 152, 15. Z.v.o.). Prompt habe sich Roselli beschwert: „...er hatte keinen Befehl von mir“ (Huch, S. 157 Mitte). Selbst über ihre vorläufigen Siege wären die beiden Generale unterschiedlicher Meinung gewesen. Was Garibaldi als seinen Sieg abgestempelt hatte, habe Roselli als „irreführende Scheinbewegungen“ des Feindes genommen (Huch, S. 157, 6. Z.v.u. bis S. 158, 14. Z.v.o.). Vergeblich habe Garibaldi gegen Ende der Kämpfe frische Truppen bei Roselli angefordert (Huch, S. 190, 13. Z.v.u.). Kurz vor der Einnahme Roms durch General Oudinot hätten ein paar Garibaldiner ihre Stellung verlassen, als das Gerücht umgegangen war, Garibaldi sei fort und Roselli kommandiere sie nun (Huch, S. 268, 10. Z.v.o.).

| Personendaten    | Personendaten         |
| ---------------- | --------------------- |
| NAME             | Roselli, Pietro       |
| KURZBESCHREIBUNG | italienischer General |
| GEBURTSDATUM     | 1798                  |
| GEBURTSORT       | Rom                   |
| STERBEDATUM      | 1885                  |
| STERBEORT        | Ancona                |